# Honoré Zanchi
 (avril 2025).
Honoré Zanchi, né le 4 mai 1962 à Aigueze, est un tueur en série et criminel multirécidiviste français. Surnommé « Le Nettoyeur », il est l'auteur de quatre meurtres, commis entre 1992 et 2009.
En février 1992, Zanchi tue un homme, après avoir appris que celui-ci avait agressé l'un de ses amis. Condamné à 10 ans de réclusion criminelle, il est libéré en janvier 2000 et connaîtra ensuite plusieurs incarcérations jusqu'en avril 2008.
Entre mai 2008 et mars 2009, Zanchi tue trois autres personnes pour venger son ami Jean-François André, tué en 2003 ; plusieurs indices laissent à penser qu'ils auraient participé au crime. D'abord condamné à la réclusion criminelle à perpétuité, il voit sa peine réduite à 30 ans de réclusion criminelle en appel.

## Biographie

### Jeunesse
Honoré Zanchi naît le 4 mai 1962 à Aigueze, dans le département du Gard. Il est le troisième d’une fratrie de quatre enfants, nés respectivement en 1959, 1960 et 1964. Honoré Zanchi vit ses premières années à Aigueze, durant lesquelles tout se passe bien.
En 1969, âgé de 7 ans, Honoré et sa famille déménagent à Annonay, de manière brutale. À cette période-là, Honoré Zanchi semble affecté de ce changement. Il est alors livré à lui-même et commence à commettre de petits larcins puis vit de petits vols à l’étalage durant les années 1970.
En 1977, âgé de 15 ans, Zanchi quitte l’école, afin de se consacrer dans des travaux manuels.

### Premiers faits délictueux
En 1978, Zanchi est âgé de 16 ans et trouve un emploi en tant que maçon. Pour subvenir à ses besoins financiers, Zanchi commet plusieurs cambriolages, dont l’un d’eux perpétré dans un cinéma d’Annonay. Il finit par être arrêté et se retrouver en prison, alors qu’il est encore mineur. Pour ces faits, Zanchi est condamné à six mois de prison avec sursis.
En 1979, âgé de 17 ans, Zanchi rencontre un jeune motard expert en la matière ; Jean-François André. Les deux jeunes hommes deviennent très proches l’un de l’autre et s’admirent comme étant deux frères ; ils mettent leur amitié au-dessus de toutes limites. Zanchi devient rapidement motard et côtoie André ainsi que ses fréquentations. Zanchi n’est cependant pas rangé de ses faits délictueux et écume plusieurs séjours en prison, au cours des années 1980. À chaque libération de prison, Zanchi arpente davantage de routes afin de recommencer ses forfaits.
En 1985, alors que Jean-François André monte son futur bar, situé dans une grande bâtisse de la Thine (Drôme), Zanchi le rejoint ainsi qu’une trentaine d’autres motards. André est un amateur de Harley Davidson et est surnommé « La Pie ». Il monte lui-même sa propre affaire et sa passion parvient à se populariser de manière exponentielle. Bien que Zanchi commette ses méfaits solitairement, il reste néanmoins très proche d’André. Zanchi et André sont connus des services de police pour quelques trafics de stupéfiants, mais André évite la prison. Zanchi, en revanche, continue ses cambriolages et dévalise une trentaine de magasins de sport pour lesquels il regagne plusieurs fois la prison.
Son fils, Angelino, naît le 31 décembre 1990, de sa compagne qu’il a rencontrée à la fin des années 1980,.

### Premier meurtre et incarcération
Le 23 février 1992, Zanchi apprend que l’un de ses meilleurs amis vient de subir un lynchage et a été victime de coups et blessures volontaires par un autre homme, qu’il connaît. Zanchi se procure alors deux pistolets de calibre 9mm, sans avoir de permis de port d’armes à feu. L’objectif de Zanchi est de « venger » son ami, en donnant une « correction » à la personne qui lui a fait du mal. Zanchi qualifie son geste comme étant un « code d’honneur envers ses amis » afin de les « venger » si quelqu’un s’en prend à eux. Zanchi se rend voir l'agresseur de son ami. Il se met à surveiller le bar-restaurant de Saint-Rambert-d'Albon, qu’il fréquente quotidiennement. À la vue de l'agresseur, Zanchi sort ses pistolets, qu'il détient dans chaque main, et lui tire dessus. La victime meurt sur le coup, sans avoir le temps de riposter aux tirs de Zanchi.
Après avoir commis son crime, Zanchi s’en va et décide de se rendre au commissariat, afin de se dénoncer de son crime. Placé en garde à vue, Zanchi avoue avoir voulu « venger » l’un de ses amis, en assassinant l’homme qui venait de le « passer à tabac ». Zanchi avoue être solidaire à l’écart de ses connaissances amicales. Il n’apprécie aucunement qu’une quelconque personne puisse s’en prendre à eux. À la fin de sa garde à vue, Zanchi est inculpé pour homicide volontaire et port d’arme prohibé, puis placé en détention provisoire,.
En 1993, Zanchi est jugé par le tribunal correctionnel pour port d’armes prohibé. Il est condamné à 2 ans de prison ferme.

### Jugement dans l'affaire de Saint-Rambert d'Albon
En 1996, Zanchi comparaît devant la Cour d’assises du Gard, pour le meurtre du « passeur à tabac » de son ami.
Il est, pour la première fois de sa vie, jugé devant une Cour d’assises. Solidaire envers ses amis, Zanchi avoue être responsable de son crime, en plaidant la « légitime défense » à l’égard de son ami. Les proches de Zanchi témoignent ainsi que ses autres amis qui, après son crime, le soutiennent fortement. La compagne de Zanchi, est également présente durant l’audience et le soutient toujours. Afin de justifier son meurtre, Zanchi avoue avoir agi en tant que « légitime défense » afin de « venger l’honneur » de son ami. Il avoue également avoir décidé de se procurer des armes quand son ami a été « passé à tabac ».
Au terme de son procès, Zanchi est reconnu coupable d’homicide volontaire et condamné à 10 ans de réclusion criminelle,.

### Libération et rechute délictueuse
Zanchi est libéré de prison en janvier 2000, après presque 8 ans de détention. À la suite de sa libération, Zanchi retourne vivre avec sa compagne, qui le soutient toujours, malgré les faits qu’il a commis. Il retourne également fréquenter Jean-François André, dit « La Pie », ainsi que toute l'entreprise et les fréquentations de « La Pie », qui ont évolué de manière exponentielle.
Le couple Zanchi-Alleon redevient solidaire et donne naissance à des jumeaux, le 2 novembre 2000, alors que Zanchi n’est libre que depuis quelques mois. Les deux benjamins du couple ont presque 10 ans de moins que le fils aîné. Zanchi décide alors d’être un père de famille exemplaire et d’abandonner sa vie criminelle. Il souhaite consacrer du temps au près de ses fils, du fait que son aîné était trop jeune durant sa dernière arrestation (l'aîné n’avait qu’un an).
En 2002, Zanchi retourne de nouveau en prison pour cambriolage. Il effectue sa détention, avant d'être libéré en janvier 2003,.

### Ultime tournant
Pour un article mieux détaillé sur l'affaire et les investigations, voir Affaire Jean-François André.
En août 2003, alors que Zanchi est libre depuis sept mois, ce dernier apprend que son meilleur ami, Jean-François André (dit « La Pie »), vient d’être assassiné près de chez lui, à l’âge de 42 ans. Cette nouvelle laisse Zanchi « dévasté » et « abattu ». Ce tournant fait que Zanchi se sent « coupable » de ne pas avoir pu protéger son ami de ce qui allait lui arriver. Fait rarissime ; lors de l’enterrement de « La Pie », des milliers de personnes, venant de différents pays, assistent à ses obsèques. Zanchi est également présent lors de l’enterrement de « La Pie ».
En novembre 2003, plusieurs arrestations ont lieu dans l’entourage de « La Pie », mais ne permettent pas assez de preuves afin d’inculper le moindre suspect. Zanchi est également interrogé mais s'avère totalement innocent au crime. En revanche, deux des suspects interrogés attirent quelques soupçons ; Michel Di-Bacco et Gerald Crouzet, mais ceux-ci ne disposent d’aucun élément à charges envers le crime et sont également relâchés après leurs gardes à vue.
En mai 2004, Zanchi est de nouveau arrêté pour port d’armes prohibé à la suite d’un cambriolage. Il est mis en examen pour ces faits et placé en détention provisoire. Pour ces faits, Zanchi écope d'une longue peine de prison ferme. L’enquête sur l’assassinat de Jean-François André se poursuit durant la détention de Zanchi, mais se solde par un non-lieu en 2008.

### Libération et série de meurtres
Zanchi est libéré de prison le 7 avril 2008, après près de quatre ans de détention. Il projette son envie de receler des armes à feu, afin de « venger » son ami « La Pie », toujours sans avoir de permis de port d’armes. Après s’être procuré deux pistolets de 9mm, Zanchi décide de surveiller ses futures victimes.
Le 13 mai 2008, dans l’après-midi, Gerald Crouzet, 46 ans, roule à bord de sa voiture, à proximité d’Arras-sur-Rhône. Lors d’une intersection, Zanchi le croise à moto, conduite par un complice, et passe devant lui. Il tire une balle de pistolet sur Crouzet, qui perd la contrôle de sa voiture et tombe dans un fossé. Gravement blessé, Crouzet agonise puis décède quelques minutes plus tard. Entre-temps, Zanchi prend la fuite à bord de sa voiture. Le corps sans vie de Crouzet est découvert le jour même, lorsque des passants découvrent sa voiture accidentée. Selon toutes constations et autopsies, la mort de Crouzet est classée comme étant une mort d’infarctus. La piste d’un homicide est, pour le moment, écartée et Crouzet est enterré au Cimetière d’Arras-sur-Rhône,.
En juin 2008, Zanchi se confie à d’anciens amis de Jean-François André, en leur avouant avoir tué Gerald Crouzet afin de « laver l’honneur » d’André. Les motards, qui écoutent Zanchi, étaient extrêmement proches d' André, avant l’assassinat de ce dernier. Les aveux de Zanchi ne les rassurent cependant pas mais ils refusent de le dénoncer, du fait que les motards soient solidaires. D’autres ex-amis d’André sont mis au courant mais ne déposent pas plainte contre Zanchi, également par solidarité. À la différence de son premier meurtre, Zanchi ne se rend pas au commissariat pour se dénoncer ; il envisage en effet de tuer Michel Di-Bacco, qu’il soupçonne toujours d’être à l’origine du meurtre d’André.
Le 29 juillet 2008, vers 12h30, Zanchi se gare en mobylette devant le bar-restaurant d’Arras-sur-Rhône, en compagnie d'un complice. Zanchi et son complice guettent l'entrée du bar, afin d’attendre Michel Di-Bacco, 52 ans, sortir du restaurant ; Di-Bacco en est est le propriétaire. Zanchi patiente durant un instant, jusqu’à ce qu’il aperçoive Di-Bacco. À la vue de sa future victime, Zanchi tire 13 balles de calibre 9mm sur Michel Di-Bacco et ce dernier, criblé de balles, meurt de manière instantanée. À la suite de son nouveau crime, Zanchi prend la fuite et part dire à l'ancienne compagne d'André que « son mari a été vengé ». À la découverte du corps sans vie de Michel Di-Bacco, une enquête est ouverte pour assassinat.
En août 2008, alors que l’enquête débute sur la mort de Di-Bacco, plusieurs proches du défunt parlent davantage sur une hostilité qu’il avait avec Jean-François André, cinq ans plus tôt. Plusieurs témoignages sont enregistrés par rapport aux affaires André et Di-Bacco, afin d’établir un rapprochement vis-à-vis des deux crimes. Sur écoute téléphonique, Zanchi est également mentionné comme étant le « vengeur », du fait de ses revendications, mais les preuves ne sont pas assez suffisantes pour l’incriminer. Un autre témoignage permet d’établir un nouveau rapprochement avec la mort de Gerald Crouzet, survenue trois mois plus tôt. 
En septembre 2008, le corps de Crouzet est exhumé et permet d’établir une mort par arme à feu non-accidentelle ; la mort est donc un homicide. La piste de Zanchi demeure ainsi suspecte à son égard, bien que les preuves ne soient toujours par suffisantes pour l’arrêter. Les enquêteurs décident alors de placer sa voiture sur écoute, afin d’intercepter des indices sur le potentiel tueur en série. Les écoutes durent plusieurs mois, mais s’avèrent cependant infructueuses.
Le 25 mars 2009, Zanchi arpente les routes d’Arras-sur-Rhône. Lorsqu’il circule, Zanchi croise Marc Nepote-Cit, 35 ans, avec qui la tension monte. Nepote-Cit est également le meilleur ami de Michel Di-Bacco et soupçonne fortement Zanchi de l'avoir assassiné. La rencontre entre Zanchi et Nepote-Cit suscite une grande hostilité vis-à-vis des meurtres de Michel Di-Bacco et Jean-François André. Ne supportant pas que l’un de ses ennemis lui résistent, Zanchi sort son pistolet 9mm et tire sur Nepote-Cit qui meurt de ses blessures. À la suite de son nouveau meurtre — le quatrième —, Zanchi charge le corps de Nepote-Cit dans sa voiture puis l’enterre à la Roche Péréandre ; lieu qu’il décrit comme étant la « Roche où a péri André ». Après avoir commis son quatrième meurtre, Zanchi s’en va. Trois jours plus tard, la compagne de Népote-Cit signale sa disparition. En regardant les factures téléphoniques, les enquêteurs s'aperçoivent que les téléphones portables de Zanchi et Népote-Cit émettent au même endroit. En plus de cela, ils découvrent que le téléphone de Zanchi est resté durant 20 minutes, au niveau de la Roche Péréandre. 
Lors d'une écoute, interceptée le 23 avril 2009, Zanchi livre à l’un de ses amis, Michel, un témoignage sur le meurtre qui, de manière indirecte, sous-entend de vouloir déplacer le corps de Nepote-Cit et donne le nom de la Roche Péréandre. L’enquête se tourne immédiatement sur Zanchi et le désigne comme étant le principal suspect. Les soupçons ne s'arrêtent pas aux déclarations de Zanchi car l'appel passé par celui-ci confirme que Michel est au courant du crime. Par ailleurs, les enquêteurs se demandent également si Zanchi a pu revendiquer les meurtres à d'autres amis,.

### Arrestation et incarcération du «Nettoyeur»
Zanchi est arrêté à Annonay, le 27 avril 2009, alors qu’il séjourne chez sa maitresse. En garde à vue, Zanchi nie farouchement les trois meurtres qui lui sont reprochés. En revanche, Zanchi reconnaît être un tireur au pistolet et se dit être « le plus grand braqueur de la région » et un « grand vengeur ». Le lendemain de l’arrestation de Zanchi, vingt-deux autres personnes sont également arrêtées mais relâchées car aucune preuve ne pèse contre elles. Zanchi est, cependant, accablé par les aveux des personnes avec lesquelles il avait revendiqué l’assassinat de Gerald Crouzet. Dans le même temps, le corps de Nepote-Cit est retrouvé, grâce à l'écoute téléphonique passée par Zanchi quelques jours auparavant. Bien qu’il n’avoue aucun des trois meurtres qui lui sont reprochés, Zanchi ne se dit pas non plus « étranger » aux faits, du fait qu’il ait, de ses propos, « vengé » son ami Jean-François André,.
Le 30 avril 2009, Zanchi est déféré devant le juge d’instruction et est mis en examen pour les assassinats de Gerald Crouzet et de Michel Di-Bacco, puis pour le meurtre de Marc Nepote-Cit, ainsi que pour port d’armes prohibé. Il est placé en détention provisoire, en l’attente d’être jugé.
Bien que Zanchi soit désormais un tueur en série — de plus d’être un tueur récidiviste —, la famille de Jean-François André explique que Zanchi a toujours été affecté de la mort de son ami, qu’il considérait comme étant son « frère de lait ». À la suite de son placement en détention, Zanchi est surnommé par la presse « Le Nettoyeur », du fait d’avoir lavé l'honneur d'André. Zanchi est également surnommé « Le Vengeur Casqué » et « Le Justicier Vengeur »,,.

### Jugement pour la série de meurtres

#### Première instance
Le 19 novembre 2010, Zanchi est jugé devant le Tribunal correctionnel de Privas, pour port d’armes prohibé, dont il s’est servi pour tuer à trois reprises. Au terme de son jugement, Zanchi est condamné à 30 mois de prison ferme. Il retourne en détention préventive, en l’attente d’être jugé pour meurtre et assassinats. La défense de Zanchi est assurée par Me Jean-Yves Bret.
Le 18 septembre 2012, le procès de Zanchi débute devant la Cour d’assises de la Drôme, pour les assassinats de Gerald Crouzet et de Michel Di-Bacco, ainsi que le meurtre de Marc Nepote-Cit. Il est alors âgé de 50 ans.
Lors de son procès, Zanchi reste muet et ne s’explique sur aucun des trois crimes. Lors du procès, Zanchi est soutenu par son ex-compagne, ainsi que l’ex-épouse et la fille de Jean-François André. Lors de son jugement, Zanchi est jugé comme étant un « tueur en série faisant justice pour le crime » avec un risque de récidive très élevé. Selon les jurés, le cas de Zanchi se dessine par une « obsession du crime » lorsqu’il se sent « contraint » de tuer ses rivaux afin de « venger » ses alliés[réf. nécessaire].
Le 21 septembre 2012, Zanchi est condamné à la réclusion criminelle à perpétuité. Il interjette appel de cette décision,.

#### Procès en appel
Le 25 mars 2014, le procès en appel de Zanchi débute, devant la Cour d’assises de l’Isère. Sa défense est assurée par Me Sylvain Cormier.
La défense de Zanchi se penche sur le fait de sa « vengeance », du fait qu’elle soit intervenue de manière tardive. La défense de Zanchi s’appuie sur le fait que Zanchi soit innocent, du fait qu’il n’a pas tué Gérard Crouzet, Michel Di-Bacco et Marc Nepote-Cit juste après que Jean-François André était assassiné. Me Cormier démontre que Zanchi n’est retourné en prison que neuf mois après la mort d’André ; ce qui, selon lui, est un moyen de démontrer qu’il est innocent, du fait que Zanchi aurait été incapable d’attendre cinq ans avant de « venger » André. La cour, en revanche, fait part du non-lieu sur l’Affaire Jean-François André, qui a été rendu quelques semaines avant la libération de Zanchi, renforçant une envie de tuer à l’égard d’une « vengeance ».
Le 28 mars 2014, Zanchi est condamné à 30 ans de réclusion criminelle.
Honoré Zanchi et Me Sylvain Cormier forment un pourvoi en cassation, mais ce dernier est rejeté en 2015.

## Documentaires télévisés
- « Vengeance au pays des motards » le 5 juin 2016 dans Faites entrer l'accusé présenté par Frédérique Lantieri sur France 2.
- « Vengeance au pays des bikers » (deuxième reportage) dans « ... dans le Dauphiné » le 2 avril 2018 dans Crimes sur NRJ 12.